# Лукомльська сотня
Лукомльська сотня — адміністративно-територіальна і військова одиниця Лубенського (1648—1649, 1658—1661, 1663—1782 рр.), Полтавського (1649—1658 pp.), Кременчуцького (1661—1663 рр.) полків Гетьманщини. Створена 1648 року. Центр — містечко Лукомль (тепер село Лукім'я Оржицького району Полтавської області).

## Історія
Восени 1648 року Лукомльська сотня була створена у складі Лубенського полку. Через рік, 16 жовтня 1649 р. за Зборівською угодою, 228 козаків сотні було передано до Полтавського полку (1649—1658 pp.).
У жовтні 1658 р. гетьман Іван Виговський відновлює Лубенський полк і Лукомль знову входить до складу Лубенського полку. Але лише на три роки.
У 1661 році за ініціативою Якима Сомка створюється Кременчуцький полк. До 1663 року сотня в його складі.
І лише з 1663 р. вона понад століття не міняла свого підпорядкування: перебувала в Лубенському полку аж до ліквідації у 1782 році.
З 1782 року територію сотні розподілено поміж Лубенським, Хорольським і Городиським повітами Київського намісництва.

## Центр
Центр сотні розміщався у містечку Лукомля, яке ще в 1187 році згадується в літописах, як Лукомль.
Нині — село Лукім'я Оржицького району Полтавської області.

## Сотники
- Єлецький Андрій (1649).
- Солонина Дмитро (1658).
- Проскуренко Семен (1667—1668).
- Бутенко [Бученко] Олексій Михайлович (1672).
- Яковлев Андрій (1681—1686).
- Никоненко Степан (1696).
- Постомський Михайло (1699—1703).
- Піковець Василь Матвійович (1709—1716).
- Кодинець Мартин (1717—1732).
- Сененко Петро (1723, н.).
- Кузьма (1723).
- Кодинець Лаврін (1728, н.).
- Піковець Іван Васильович (1732—1741).
- Піковець Степан Васильович (1742—1758).
- Оріховський Михайло Якович (1763).
- Мальчевський Іван (1763—1782).
- Кодинець Антін (1781, н.).

## Козаки Лукомської Сотні
- Юрченко Гапон (1649) в 1649 козак Лукомської сотні Полтавського полку Війська Запорізького (згідно реєстру 1649 року)
- Юрченко Василь (1649) в 1649 козак Оксютиної сотні Полтавського полку Війська Запорізького (згідно реєстру 1649 року)

### Населені пункти
Населені пункти на 1726—1730 рр. за Генеральним слідством про маєтності Лубенського полку:
містечка: Лукомль, Оржиця, Бурумка (Бурумля), Горошин;
села: Березняки, Велика Селецька, Калкаєв, Лящівка, Мала Селецька, Матвіївка, Мацківці, Михнівці, Мусіївка, Мохнач, Олександрівка, Онушки,Плехів, Худоліївка, Юсківці;
слобідки: Наріжжя, Самосідовка на Кривій Руді;
хутір Мартина Кодинця.
Населені пункти на 1747 р. за ревізією Лубенського полку:
місто Лукомль, містечка Оржиця, Буромка, Горошин;
села: Березняки, Велика Селецька, Іванівка, Калкаєв, Лучка Мацківська, Лящівка, Мала Селецька, Матвіївка, Мацківці, Михнівці, Мойсієвка, Мохнач,Наріжжя, Олександрівка, Онушки, Плехів, Трибок, Худоліївка, Юсківці;
слободи: Жостір, Журавлівка;
і 24 хутори, які складалися з 81 хати.
Населені пункти в 1750-х рр.:
містечко Лукомя (Лукомля);
села: Березняки, Велика Селецька, Іванівка, Лучка Мацківська, Лящівка, Мала Селецька, Матвіївка, Мацківці, Михнівці, Мойсієвка, Олександрівка,Онушки, Трибок, Юсківці;
хутори: Бурбинський, Стефанівський.
У збережених справах Рум'янцевського опису 1765—1769 pр. у сотні описані лише містечко Лукомль та села Березняки і Мусіївка.